# ТСУ (футбольний клуб)
ТСУ (груз. სკ თსუ თბილისი) — грузинський футбольний клуб зі столиці країни, міста Тбілісі.

## Хронологія
- 1995: «Університеті» (Тбілісі)
- 1996: ТСУ (Тбілісі)
- 2000: ТСУ Армазі (Тбілісі)
- 2001: ТСУ (Тбілісі)

## Історія
Клуб заснований 1 липня 1995 року під назвою «Університеті» (Тбілісі). Клуб представляв Тбіліський державний університет. У сезоні 1995/96 років дебютував у Лізі Пірвелі (II дивізіон).
1 червня 1996 року об'єднався з клубом вищого дивізіоні «Шевардені-1906» (Тбілісі), який заснували 1 липня 1995 року. Клуб отримав назву ТСУ (Тбілісі), від абревіатури Тбіліського державного університету (грузинська абревіатура TSU - Tbilisis Sachelmtsipo Uniwersiteti). 1 липня 1997 року до клубу приєднався Армазі (Мцхета). У сезоні 2000/01 року під назвою «ТСУ Армазі» (Тбілісі) посів 9 місце і вилетів до Ліги Пірвелі. З наступного сезону виступав під назвою ТСУ (Тбілісі). Наприкінці сезону 2003/04 років Тбіліський державний університет вирішив розформувати команду.

## Досягнення
- Ліга Еровнулі
  - 8-ме місце (1): 1997/98

- Кубок Грузії
  - 1/2 фіналу (1): 1997/98